# Fontanelle antérieure
Pour un article plus général, voir Fontanelle.
La fontanelle antérieure (ou fontanelle bregmatique ou grande fontanelle) est la plus grande des fontanelles située entre l'os frontal et les deux os pariétaux au niveau du bregma.
Elle se situe à la jonction des sutures sagittale, coronale et métopique. Elle forme un losange d'environ 4 cm de diagonale antéro-postérieure et 2,5 cm de diagonale transversale.
Elle permet au crâne de se déformer pendant la naissance pour faciliter son passage dans le canal génital et pour l'expansion du cerveau après la naissance.
Elle se ferme généralement entre 12 et 18 mois.

## Aspect clinique
La fontanelle antérieure est utile pour l'examen d'un nourrisson.
Une fontanelle antérieure enfoncée est un signe de déshydratation, tandis qu'une fontanelle antérieure tendue ou bombée indique une hypertension intracrânienne.
Ce dernier signe doit être confirmé par d'autres signes cliniques car des pleurs prolongés peuvent produire le même effet.
Une fontanelle antérieure bombée peut également être le signe d'une méningite néonatale, en particulier d'une méningite bactérienne aiguë.